# Сукпай (река)
Сукпай (устар. Сюкпай; удэг. Sukpai) — река в районе имени Лазо на юге Хабаровского края России, левый приток среднего течения Хора.
Длина реки — 147 км, площадь бассейна — 4760 км². Берёт начало в горах Сихотэ-Алинь, течёт в основном на северо-запад, у посёлка Сукпай впадает в реку Хор на 269 км от устья.
Основные притоки: Колу (26 км), Яа (51 км), Тагэму (92 км).